# Léo Felipe
Léo Felipe (Rio de Janeiro, 6 de agosto de 1968) é um locutor, radialista, estrategista de marketing, produtor de eventos, professor de oratória e empresário brasileiro, já teve sua vida profissional retratada por jornalistas, a exemplo de Luiz Almeida, em seu livro "Perfis: personalidades do Maranhão", lançado pela Editora Todo Conceito Books.

## Biografia
Léo Felipe, embora nascido no Rio de Janeiro, iniciou suas atividades profissionais aos 16 anos na cidade de Fortaleza, Ceará. Contudo, fora o rádio carioca sua maior referência estética e estilística. Bebeu da fonte de grandes nomes, como Luiz de Carvalho, Haroldo de Andrade, Luiz de França, Luciano Alves, Paulo Giovanni, Gilberto Lima, Adelzon Alves, Roberto Figueiredo, Edmo Zarife, Waldir Amaral, Jorge Curi, Robson Aldir, Luiz Mendes, Antônio Carlos, Roberto Canázio, dentre outros, além de sua principal inspiração, Waldir Vieira.

### Rádio Assunção, Fortaleza-CE
Apaixonado por rádio, acalentava o sonho de um dia integrar a equipe de comunicadores da rádio Globo AM e da rádio AM do Povo. Entretanto, iniciaria em 1985 sua trajetória profissional por intermédio da rádio Assunção AM de Fortaleza, que o encaminharia ao curso de radialista promovido pelo Sindicato dos Radialistas do Estado do Ceará, realizado na cidade de Iguatu.

### Rádio Mirante AM de Codó e Jainara de Bacabal, Maranhão
Em 1986, já de posse de seu registro profissional, o radialista seria convidado a trabalhar na rádio Mirante AM de Codó-MA, inaugurada em 20 de setembro daquele ano. Lá, trabalharia ao lado de nomes como Mário Filho, coordenador da emissora, Jorge Canalito, Bruno Castelhano, o Baiano, Dimas Nogueira, Gilson Rodrigues, Roberto Nunes, Carloto Junior, Sandro Vagner, Joel Ricardo e José Carlos Costa. Em seguida, o radialista passaria a apresentar um programa na rádio Jainara de Bacabal-MA, onde trabalhou com os radialistas Osmar Noleto, Oswaldo Maya e Zé do Forró, dentre outros nomes.

### Rádio O Povo, Fortaleza, Ceará
No ano de 1987 o locutor voltaria à Fortaleza, onde passaria a atuar nas duas emissoras do Grupo O Povo, rádios AM do Povo e FM do Povo, que viria a se transformar, depois, em Mix FM. Na rádio AM do Povo, atuou como locutor noticiarista e apresentando os programas Ligando Você e Noite Total; na FM do Povo, inicialmente na madrugada e, por fim, no programa Teleshow. Nas emissoras, Leo teve a oportunidade de aprender com grandes nomes do rádio cearense, tais como Guilhermando Duarte, Genílton Faheina, Fran Silveira, Jorge Canalito, Iran Costa, Dantas Lima, Carlos Augusto, Nonato Albuquerque, Ronaldo Cesar, Renan França, professor Carlos D’Alge, e jornalista Adísia Sá, autora do livro AM do POVO: trajetória de uma rádio pioneira, no qual discorre sobre toda a história de uma das maiores emissoras de rádio do Brasil. além de muitos outros grandes nomes. Manteve-se no Grupo O Povo até o ano de 1993.

### Rádio Timbira, São Luís-MA
Em 1993, a convite dos diretores da rádio Timbira do Maranhão, Léo Felipe muda-se para São Luís e passa a apresentar seu programa nas manhãs da rádio Timbira, que, à época, passava por uma grande reforma, para reposicionamento de mercado. Ali o radialista integraria o novo quadro da estatal e colaboraria para o crescimento da emissora.

### Rádio Cidade FM, São Luís-MA
Em seguida o radialista assumiria dois programas, um matutino e outro vespertino, na rádio Cidade FM, 99,1 MHz, ambos líderes de audiência. Lá, trabalharia ao lado de famosos radialistas, como Stenio Kawazaky, Carlos Nina, Leila Araújo, Keila Roberta e outros radialistas que fizeram história no rádio Maranhense.

### Rádio Difusora FM, São Luís-MA
Pouco depois o locutor seria convidado a assumir a coordenação da rádio Difusora FM, onde também seria apresentador. Lá, desenvolveu o novo modelo de programação artístico-musical que levaria a emissora a ocupar o primeiro lugar em audiência na cidade de São Luís, batendo todos os records de audiência, até então.

### Mais FM, São José de Ribamar-MA
No ano de 2002, Léo Felipe saia da rádio Difusora para montar sua própria emissora, a rádio Mais FM, 99,9 MHz, na cidade de São José de Ribamar, região metropolitana de São Luís. Aquilo que à época parecia ser uma pequena emissora comunitária seria transformada na maior emissora de rádio da história do Maranhão. Um projeto de rádio que começou do zero e que fez escola, revelando para o mercado talentos como os locutores Flávio Chocolate, Jeisael Marx, Giovani Feghali, Katia Rebelo, Ivo Biase, Heitor Pessoa, Palhaço Azedinho e Mary Beltrand, sua dupla e companheira desde os tempos da Difusora FM. A emissora manteve a liderança de audiência até o ano de 2023.

### TV Record News São Luís
No ano de 2009, Léo Felipe estenderia sua atuação empresarial ao campo televisivo e fundaria a TV Record News em São Luís, que passaria a transmitir a partir de 5 de junho daquele ano para toda Região Metropolitana de São Luís e mais 14 Municípios maranhenses.

### Presidência do Grupo Difusora
Em março de 2023, o Grupo Difusora causou enorme surpresa ao mercado maranhense ao anunciar a contratação de Léo Felipe para comandar um conglomerado que reúne um portal de notícias, quatro emissoras de rádio, três geradoras de TV e mais de cem repetidoras de televisão em todo o estado do Maranhão. O radialista, num movimento improvável, deixaria a Mais Fm após 21 anos e ingressaria numa tentativa de recuperação de um grupo que há muito vinha sofrendo com perda de audiência e credibilidade. Léo Felipe iniciou um trabalho de base, reformando prédios, trocando equipamentos, reciclando mão de obra e contratando novos profissionais para reposicionar as emissoras do Grupo. Com efeito, em abril de 2024, a rádio Difusora FM reassumiria o posto de primeira colocada em audiência, de acordo com pesquisa do Instituto Três. Pouco depois, em setembro de 2024, seria a vez da TV Difusora experimentar uma grande recuperação e reconquistar o segundo lugar em audiência na capital maranhense, ostentando a significativa diferença de 77% de audiência a mais sobre a terceira colocada. Os resultados vieram logo após uma série de contratações e a construção de um dos mais belos e bem equipados studios de tv do Norte-Nordeste, que, dentre outras coisas, passou a abrigar também a redação de jornalismo dentro do próprio cenário televisivo. Em agosto de 2024, durante uma palestra aos jornalistas da Universidade Federal do Ceará, perguntado sobre seus planos futuros dentro do rádio e da tv, Léo Felipe revelou o desejo de se aposentar da radiodifusão em breve e se dedicar a projetos pessoais.

### Outras atividades
Associado à carreira do rádio e da tv, Léo Felipe atuou fortemente também no segmento de shows e festivais musicais, tendo sido o responsável pela criação e realização de um dos mais famosos festivais do Maranhão, o Maranhão Forró Fest, assim como pela histórica gravação do primeiro DVD da banda Forrozão Tropykalia, que reuniu mais de 50 mil pessoas em janeiro de 2005, na cidade de São Luís-MA, além de diversos outros grandes eventos como EXPOEMA, Vila Mix, Aviões Vip, Garota Vip, Garota White, TBT do Safadão, Glacial Fest, Apaixona São Luís, Baú da Taty, Calcinha Preta Atemporal, Pablo 20 Anos, os históricos carnavais do município de Vargem Grande e muitos outros eventos. Em paralelo, o locutor também tem atuado no segmento do marketing político e no campo dos treinamentos em oratória.